# Mercedes Alaya
Mercedes Carmen Alaya Rodríguez (Écija, provincia de Sevilla, 20 de junio de 1963) es una magistrada española.
Fue titular del Juzgado de Instrucción número 6 de Sevilla, y dirigió la investigación de dos casos considerados de grandes repercusiones mediáticas en España: el de la venta del equipo de fútbol Real Betis Balompié y el del llamado "Caso ERE". También instruyó el Caso Mercasevilla, que originó el escándalo de los ERE.
Alaya comenzó a tener mayor atención mediática cuando inició la instrucción del caso ERE, aunque en 1990 ya había tenido su primera aparición en los medios a causa de otro proceso judicial.
Por la atención mediática y por el alcance político de los casos que instruyó, tanto su trabajo como su apariencia física han sido objetos de mención y de crítica mediática y política. Su apariencia física y vestimenta fueron objeto de un artículo en un diario digital en marzo de 2013, el cual fue criticado por su enfoque machista y degradante.

## Trayectoria
Alaya Rodríguez se licenció en Derecho a los 23 años de edad; dos años después, a los 25, y después de aprobar las oposiciones a la judicatura, comenzó su carrera judicial en el Juzgado de Primera Instancia número 2 de Carmona, a finales de 1988, en donde permaneció por un período de dos años.
En 1990 cambió su destino a Fuengirola, en Málaga, donde instruyó en el Juzgado de Primera Instancia número 4 y donde tuvo su primer caso de repercusión mediática, después de procesar al alcalde de la localidad por presunta malversación de fondos públicos.
Dos años después, en 1992, retornó a Sevilla como titular del Juzgado de Primera Instancia número 20 y, seis años más tarde, en 1998, le fue asignada la titularidad del Juzgado de Instrucción número 6 de la capital hispalense En marzo de 2015, obtuvo plaza en la Audiencia Provincial de Sevilla, donde solicitó un retraso en su incorporación, “hasta que la instrucción de las mismas esté avanzada o concluida para no causar un importante menoscabo al servicio público que se presta”. La Comisión Permanente del CGPJ, acordó que no cesase en el Juzgado de Instrucción número 6 de la capital andaluza, hasta que un nuevo titular se incorpore al mismo.«Un total de 236 magistrados obtienen nuevos destinos en el “macroconcurso” de traslado convocado el pasado 9 de diciembre».
La Sala de Gobierno del Tribunal Superior de Justicia de Andalucía informó favorablemente la petición de prórroga solicitada y consideró que “habría de extenderse temporalmente, al menos, hasta la toma de posesión del nuevo magistrado que se incorpore a dicho Juzgado de Instrucción”.

## Casos de instrucción
Los siguientes son resúmenes de los casos judiciales que han tenido mayores repercusiones mediáticas o políticas en la trayectoria de Alaya:

### Caso Betis
El llamado caso Betis o caso Lopera comenzó su instrucción en 2008, cuando Alaya recibió una denuncia por parte de la Fiscalía de Sevilla sobre un desfalco en las finanzas del equipo de fútbol Real Betis Balompié. La investigación se centró en dos vertientes, la gestión del presidente del Club y la venta del equipo, la cual detuvo en 2010. En esta vertiente de la investigación, uno de los imputados había solicitado una recusación para que la jueza fuera separada del caso, aunque su petición fue rechazada por la Audiencia Provincial de Sevilla.
En marzo de 2013 esta investigación era considerada una de las dos más avanzadas de los casos principales que Alaya Rodríguez instruye y el cierre de su instrucción se consideraba cercano.
Este caso es considerado como el que inició su popularidad mediática en 2010, cuando retiró de la presidencia del Betis a Manuel Ruiz de Lopera, quien había ocupado el cargo alrededor de 18 años.
El 15 de marzo de 2018, la Audiencia Provincial de Sevilla absolvió a Manuel Ruiz de Lopera de los delitos de apropiación indebida y administración desleal que se le imputaban en relación con este procedimiento.

### Caso ERE
El llamado Caso ERE es una investigación en torno a una presunta red de corrupción política vinculada a la Junta de Andalucía por presuntas irregularidades con los llamados expedientes de regulación de empleo (ERE) a lo largo de una década y con un fondo de ayuda económica a empresas en crisis.  Esta investigación se originó a partir de otra investigación relacionada con la empresa Mercasevilla, (ver apartado correspondiente), en la que se detectaron prejubilaciones aparentemente fraudulentas, llevadas a cabo desde 2001.
Por este caso, cuyo desarrollo tiene implicaciones políticas mayores, Alaya Rodríguez comenzó a recibir mayor atención mediática y tanto su desempeño laboral como su vida privada han sido escrutadas con mayor detalle.

### Caso Mercasevilla
Este caso es el que dio origen al caso ERE y se instruyó en dos partes, las cuales son consideradas casos separados. La instrucción de la primera de ellas inició con la denuncia presentada por la Fiscalía de Sevilla en el Juzgado dirigido por Alaya por un supuesto caso de extorsión por parte de dos directivos de la compañía pública hispalense Mercasevilla a dos empresarios hosteleros en 2009, quienes deseaban instalar una escuela de hostelería en terrenos de su propiedad.
En este apartado del caso se incluye la investigación por la venta de terrenos de la misma empresa, la cual fue presuntamente llevada a cabo de manera fraudulenta y la cual también era considerada próxima a concluir en marzo de 2013, junto con el caso Betis.
La segunda parte del caso, derivada de la primera y también con repercusiones políticas desde su inicio, investiga un supuesto delito de naturaleza fiscal que habría tenido lugar durante administraciones anteriores de la compañía. El supuesto delito había sido descubierto por una auditoría realizada en 2008 a la empresa y con la cual se descubrieron gastos sin justificar y una pérdida contable de 1,5 millones de euros.
En 2010, una de las defensas del caso presentó una recusación para que Alaya fuera apartada de la investigación, debido a que su cónyuge había sido auditor de la misma. El recurso, sin embargo, fue desestimado por la Audiencia Provincial de Sevilla. Dos años más tarde, en julio de 2012, uno de los indiciados en la investigación presentó una nueva recusación, la cual supuso la segunda del caso y la tercera de los casos destacados de Alaya Rodríguez; sin embargo, el recurso también fue rechazado por la misma Audiencia Provincial.

## Críticas en el caso ERE
En junio de 2012, el Partido Socialista Obrero Español (PSOE) criticó las coincidencias que veía en las decisiones de Alaya con relación a fechas consideradas importantes para la vida política de Andalucía. A finales de 2011, el entonces vicepresidente segundo del Gobierno y candidato del PSOE al Congreso por la provincia de Cádiz, Manuel Chaves, la criticó por la misma razón.
En septiembre de 2012 tuvo que retirarse de la instrucción en su juzgado a causa de una neuralgia del trigémino. Su ausencia, originalmente calculada en un par de semanas, se prolongó seis meses. Durante su ausencia fue sustituida inicialmente por el magistrado Iván Escalera. Sin embargo, éste dejó el juzgado en diciembre del mismo año y la jueza Ana Rosa Curra Rojo fue designada como nueva sustituta de Alaya. Curra Rojo comenzó la instrucción en el Juzgado de Instrucción número 6 en enero de 2013; empero, fue hasta febrero del mismo año cuando el Tribunal Superior de Justicia de Andalucía (TSJA) le asignó la instrucción del caso ERE y nombró un auxiliar más para el mismo juzgado, al juez Rogelio Reyes, quien se hizo cargo del caso Lopera.
A fines de febrero del mismo año, Alaya prorrogó su baja médica dos semanas más; con esa prórroga, el tiempo de baja acumulado total superó los seis meses, tiempo tras el cual el Consejo General del Poder Judicial (CGPJ) puede tomar los partes del juzgado y puede gestionar la jubilación de la jueza por incapacidad permanente.
Sin embargo, Alaya Rodríguez regresó al juzgado en la primera semana de marzo de 2013 y su retorno generó roces y diferencias de opinión con los jueces sustitutos que habían sido nombrados por el TSJA, ya que había manifestado su intención de continuar instruyendo los cuatro casos principales de su Juzgado con solamente un auxiliar, sin distribuirlos entre otros jueces. El mismo mes, el TSJA reconoció la titularidad de Alaya al frente del juzgado y decidió mantener al juez Rogelio Reyes como su auxiliar por un período de seis meses.
En el mes de marzo de 2012, Susana Díaz, entonces secretaria de Organización del PSOE de Andalucía, mencionó que había "que dejar que la justicia actúe y lo haga con celeridad". No obstante, un año más tarde, en mayo de 2013, ya como Consejera de Presidencia e Igualdad de la Junta de Andalucía, Díaz Pacheco le reclamó diligencia en el proceso.
A principios del mismo mes de mayo, el consejero de Justicia e Interior de la Junta de Andalucía, Emilio de Llera, criticó que Alaya Rodríguez no hubiera imputado, hasta esa fecha, a uno de los implicados en el caso y en ese momento miembro del parlamento, con lo cual sugirió que la juez no lo hacía para mantener el caso, ya que, de proceder la imputación, la investigación sería instruida por el Tribunal Supremo.
En los medios se ha mencionado que Alaya y la Junta de Andalucía han mantenido un enfrentamiento constante durante casi la totalidad de la instrucción de este caso. De igual forma, se ha considerado que la jueza ha sido objeto de ataques políticos con el fin de desacreditar su trabajo y, así, retirarla del caso ERE.

## Controversias
Por los alcances políticos del caso ERE, Alaya Rodríguez ha sido objeto de atención mediática desde que iniciara su instrucción, lo que ha llevado a que tanto su trabajo como su apariencia personal sean objeto de mención constante en los medios o de atención por parte de otras áreas de la sociedad, como fue el caso del escritor Antonio Soler, quien describió a Alaya Rodríguez como "la jueza de porcelana" por su apariencia estética.
En mayo de 2012, Rosario Soto, en ese tiempo portavoz regional del Partido Popular, acusó al Consejero de Justicia e Interior de la Junta de Andalucía, Emilio de Llera, de faltar el respeto a las mujeres al hacer declaraciones acerca del aspecto físico de Alaya Rodríguez ante los medios cuando hacía comentarios acerca del caso ERE y decir desconocer "de dónde saca tiempo para estudiar y llevar para delante no sólo este proceso sino otros más complicados y encima sigue guapa". Las alabanzas al trabajo de la jueza hechas en el comentario del consejero fueron vistas como una crítica irónica a su competencia laboral. Esa fue la segunda ocasión que el consejero Llera hacía comentarios críticos acerca del trabajo de la jueza; sus primeras críticas habían sido reclamadas por la asociación Foro Judicial Independiente.
En marzo de 2013, la escritora Beatriz Miranda publicó un artículo en el cual analizaba la vestimenta y la apariencia física de Alaya Rodríguez. El artículo, titulado "Maciza con mazo", fue criticado y calificado como degradante por la socióloga Soledad Murillo y como machista por María del Carmen Herrera, profesora de Psicología Social de la Universidad de Granada. Para Herrera, el artículo representó una forma de castigar el éxito de Alaya Rodríguez a través de la cosificación. "Lo peor de todo, es que el artículo lo firma otra mujer". El artículo, en el que la autora pedía no ser calificada como machista "por simplemente celebrar la belleza y el buen gusto de esta sevillana cero señorita que azota la corrupción andaluza", era el segundo en el que hacía comentarios acerca de la apariencia física de la juez.